# Mustapha Bennacer
Mustapha Bennacer (en arabe : مصطفى بن ناصر) né le 27 juillet 1977 en Algérie est un athlète algérien, spécialiste du marathon.

## Biographie
Il a concouru aux Jeux olympiques d'été de 2004, mais n'a pas terminé la course.

## Palmarès
10 km
- 2000 :  Bon-secours - 29.46
- 2000 :  Two River Banks - 29.15
- 2000 :  Bouvignies - 31.11
- 2002 : 5e Pierrefitte - 29.21
- 2002 :  Gennevillers - 30.02
- 2002 : 4e Paris - 29.36
- 2002 : 5e Clermond Ferrand - 29.39
- 2002 : 5e Melun - 29.47
- 2002 :  Classic du parc La Fontaine - 30.44,8
- 2003 : 5e Sporting Life - 29.03,2
- 2003 :  Classic du parc La Fontaine - 29.47,9
- 2003 : 4e BelAirDirect.com Zoo Run - 30.46
- 2004 :  Sporting Life - 28.13,2
- 2006 : 5e Nike Hilversum City - 29.57
- 2006 :  Maltepe University International - 29.19
- 2006 :  The Hague Royal Ten - 30.10
- 2006 : 4e Lille - 30.23
- 2007 : 4e Beaucouzé - 30.05
- 2007 :  Saint Quentin - 30.53
- 2008 :  Paris - 30.28
- 2008 :  Malakoff - 29.50
- 2008 :  Marathon de Vitry-sur-Seine - 30.18
- 2008 :  Noisy le Grand - 31.28
- 2008 :  Choisy le Roi - 29.52
- 2008 :  Brie Comte Robert - 31.53
- 2009 :  Courir Pour la Vie - 30.39
- 2009 :  Aubergenville - 30.08
- 2009 :  Bezannes - 32.24
- 2009 :  Choisy le Roi - 30.51
- 2009 :  Bussy Saint Georges - 31.57
- 2009 : 5e Pantin - 30.25
- 2009 :  Meaux - 31.15
- 2009 :  Tremblay en France - 31.39
- 2009 :  Bobigny - 30.04
- 2009 :  Saint Quentin - 30.26
- 2010 :  Malakoff - 30.02
- 2010 :  Pointe a Pitre - 31.33
- 2010 :  4e Val D'Europe - 29.45
- 2010 :  Cachan - 31.52
- 2010 :  Choisy Le Roi - 31.33
- 2010 :  l'Hay les Roses - 33.17
- 2010 :  Meaux - 31.24
- 2010 :  Villejuif - 31.34
- 2010 :  L'Isle Sur Adam - 32.01
- 2010 :  Fontenay Sous Bois - 31.34
- 2011 :  Bologne - 30.52
- 2011 :  Vincennes - 31.57
- 2011 :  Sucy en Brie - 34.23
- 2011 :  Corrida de Thiais - 33.00
- 2011 :  Course Du Muguet - 30.17
- 2012 : 5e La Ville de Soissons - 30.46
- 2012 :  Foulée Royale - 31.34
- 2012 :  L'Equipe - 31.44
- 2012 :  La Fin d'Oisienne - 32.02
- 2012 :  Course Pedestre De Neuilly - 32.42
- 2012 :  Ronde de Velizy - 31.36
- 2013 :  Nogent Baltard - 34.27
- 2013 :  La Robinsonnaise - 30.56
- 2013 :  Ronde de Choisy - 32.04
- 2013 :  Macadam Blesois - 31.39
- 2013 :  Foulées France des Iles - 31.59
- 2013 :  La Sucycienne - 31.54
- 2013 :  Forestier - 32.42
- 2013 :  Foulées du csptt 95 - 31.38
- 2013 : 4e Paris Centre Nike - 31.44
- 2013 :  Les Foulées de l'Aeroport - 30.58
- 2014 :  Foulées de Malakoff - 31.21
- 2014 :  Ronde de Choisy - 31.37
- 2014 : 5e Poulaines - 36.25

15 km
- 2000 :  Frelinghien - 47.39
- 2002 :  Plessis Trévisse - 47.09
- 2009 :  Chatenay Malabry - 51.48
- 2010 :  Charenton le Pont - 49.24
- 2011 :  Garches - 50.43
- 2012 :  La Foulée D'Orgerus - 49.05

20 km
- 2011 : 5e Ceret - 1:04.59
- 2012 :  Paris-Saint Germain La Course - 1:11.35

Semi-marathon
- 2000 :  Semi-marathon de Caudebec les Elbeufs - 1:05.42
- 2001 : 5e Semi-marathon de Lille - 1:03.26
- 2001 : DNF Championnats du monde de semi-marathon - /
- 2003 :  Demi-marathon de Montréal - 1:04.01
- 2003 :  Semi-marathon de Vancouver - 1:03.14
- 2003 :  Demi-marathon de Québec - 1:03.29
- 2003 :  Semi-marathon de Toronto - 1:04.06
- 2003 : 4e Semi-marathon de Niagara Falls - 1:05.18
- 2004 :  Demi-marathon de Montréal - 1:04.12,1
- 2004 : 5e Semi-marathon d'Alger - 1:08.30
- 2005 :  Semi-marathon de Vendome - 1:07.13
- 2005 :  Semi-marathon de Bayeux - 1:09.22
- 2006 : 4e Semi-marathon de Trith Saint Leger - 1:04.05
- 2006 :  Semi-marathon de Epinay sur Seine - 1:09.49
- 2006 : 5e Semi-marathon de Marcq en Baroeul - 1:08.11
- 2007 :  Semi-marathon de Zéralda - 1:06.50
- 2007 :  Semi-marathon de Mamers - 1:11.30
- 2008 :  Semi-marathon de Nogent sur Marne - 1:04.49
- 2008 :  Semi-marathon de La Ferté sous Jouarre - 1:09.55
- 2008 :  Semi-marathon de Fort de France - 1:09.00
- 2009 :  Semi-marathon de Bullion - 1:10.58
- 2009 : 4e Semi-marathon de Rouen - 1:07.47
- 2009 :  Semi-marathon de Epinay sur Seine - 1:06.57
- 2009 :  Semi-marathon du Havre - 1:06.13
- 2010 :  Semi-marathon de Vitry-sur-Seine - 1:05.59
- 2010 :  Semi-marathon de Rantigny - 1:08.22
- 2011 :  Semi-marathon de Bolbec - 1:08.01
- 2013 :  Semi-marathon de Les Sables d'Olonne - 1:07.08
- 2013 :  Semi-marathon de Forges Les Eaux - 1:07.43

30 km
- 2004 :  Around the Bay - 1:33.29

Marathon
- 2004 :  Marathon d'Ottawa - 2:12.04,0
- 2004 : DNF Marathon d'Athènes - /
- 2008 : 9e Marathon de Luxembourg - 2:42.23
- 2011 : 14e Marathon de Cannes - 2:21.46
- 2012 : 5e Marathon de Mont Saint Michel - 2:26.56

Course de campagne
- 2002 : 59e Championnats du monde de cross-country - 37.30

### Records personnels
- semi marathon - 1:01.30 (4 septembre 1999)
- marathon - 2:09.54 (7 avril 2002)